# James Gordon (senator)
James Gordon, född 6 december 1833 i Monroe County, Mississippi, död 28 november 1912 i Okolona, Mississippi, var en amerikansk politiker (demokrat). Han representerade delstaten Mississippi i USA:s senat 1909-1910.
Gordon studerade vid LaGrange College (numera University of North Alabama) och University of Mississippi. Han var verksam som plantageägare och journalist. Han deltog i amerikanska inbördeskriget som överste i Amerikas konfedererade staters armé. Han skickades 1864 till ett diplomatiskt uppdrag och han blev i januari 1865 anhållen vid sin återkomst i Wilmington, North Carolina. Han rymde i februari 1865 och flydde till Kanada. Där mötte han John Wilkes Booth och blev senare i USA anklagad för att ha varit delaktig i mordet på Abraham Lincoln men ingenting kunde bevisas.
Senator Anselm J. McLaurin avled 1909 i ämbetet och Gordon blev utnämnd till senaten. Han efterträddes följande år av LeRoy Percy.
Gordons grav finns på Odd Fellows Cemetery i Okolona.